# 陈其瑗

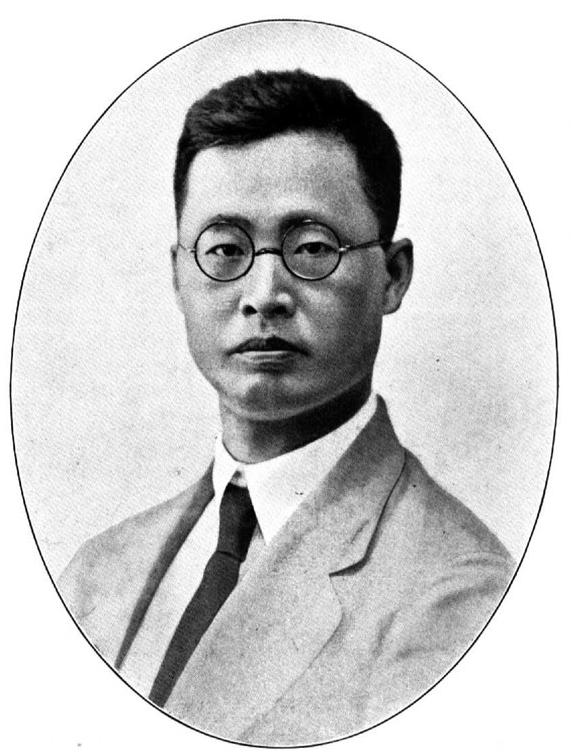

陈其瑗（1887年—1968年），字志璩，广东广州人，中国近代政治人物、教育家。

## 生平
陈其瑗早年毕业于北京大学采矿冶金工程科，先后做过北京政府农林秘书、交通银行秘书长，广东省公署秘书、财政厅秘书、工艺局实业司科长、铁路局总务处处长、机务处处长等职。随后授孙中山委托，担任大元帅府财政部总务厅厅长一职，后来还担任过广州市财政局局长、广东省财政厅厅长、中国银行监理官。1926年，参与组建中山大学，并于国民党第二次全国代表大会上当选候补中央执行委员，先后担任国民党广州特别市党部常委、宣传部和青年部部长，国民党中央党部军事委员会、政治委员会书记兼代秘书长、中央商民部部长。1927年，国共分裂后，陈其瑗因主张联共而被开除党籍流亡海外。1936年，陈其瑗与司徒美堂发起组织纽约全体华侨抗日救国筹饷总会，并任常委、宣传部主任。抗日战争期间，协助护送白求恩等人抵达晋察冀军区。
1945年6月，董必武赴美国旧金山出席联合国会议，期间邀请陈其瑗回港办学。次年，回到香港，并创办香港达德学院，他出任院长，学院董事会由李济深、蔡廷锴等人组成。拥有胡绳、钟敬文、千家驹、许涤新、黄药眠、陆怡、陶大镛、章乃器等著名学者组成师资队伍。并邀请马叙伦、冯乃超、乔冠华、何香凝、茅盾、林默涵、周而复、郭沫若、夏衍、臧克家等社会名流讲学。1949年，学院被香港殖民地政府取消注册后，部分学生分批北上和到广东各游击区。此外，陈其瑗还与李济深、何香凝等人一起，从事中国国民党革命委员会的创建工作。1948年1月，中国国民党革命委员会在香港成立，陈其瑗当选为中央执行委员。
1949年，他进入北平，并参与拟定参与了中国人民政治协商会议组织法和共同纲领起草工作。9月，陈其瑗出席了全国人民政治协商会议第一次全体会议。随后，他历任政务院政治法律委员会委员、中央人民政府内务部副部长、全国侨联副主席、北京市侨联第三、四届主席、全国人民代表大会常委会委员、民革中央常委等职。1959年3月，在董必武和谢觉哉的介绍下，陈其瑗加入了中国共产党。
1968年5月30日于北京病逝。陈其瑗著作有《辛亥革命回忆录》、《中国解放区实录》、《我不断前进的道路》。